# Арсен Люпен III
Арсен Люпен III (яп. アルセーヌ・ルパン・三世 Арусэ:ну Рупан Сансэй) — персонаж, созданный Кадзухико Като. Главный герой манги «Люпен Третий», дебютировавшей в журнале Weekly Manga Action 10 августа 1967 года.

## Описание персонажа
Арсен Люпен III внук благородного грабителя Арсена Люпена из произведений Мориса Леблана. Люпен III, признанный во всём мире вором номер один, — мастер маскировки, дедукции, стрельбы и создания хитроумных устройств. За его весёлой, безрассудной дуростью скрывается острый ум. Он совершает ограбления, которые ни одному здравомыслящему человеку не пришли бы в голову. Несмотря на то, что его периодически ловят и заключают под стражу — чаще всего его заклятым врагом, инспектором Коити Дзэнигата из Интерпола, — Люпену всегда удаётся сбежать.
Оригинальная манга, в отличие от аниме, нацеленных на семейный просмотр, содержит сцены секса и насилия, в результате чего характер Люпена различается в данных медиа. Например, в манге он и его банда время от времени пытаются убить друг друга, в то время как в аниме они — неразлучная команда. Банда состоит из: красавицы Фудзико Мине, высокопоставленного гангстера Дайсуке Дзигэна и самурая Гоэмона Исикавы XIII.

## Концепт и создание
Lupin III был создан, как комедийно-приключенческий сериал. Предполагалось сохранить в секрете семейные узы между Люпеном и Люпеном III, однако Манки Панча убедили не делать этого. Он объединил черты Арсена Люпена и Джеймса Бонда, чтобы развить характер персонажа и сделать его «беззаботным парнем».
В оригинальной манге Люпен и его команда обычно работают поодиночке для достижения  целей. Манки Панч объяснил, что в аниме они действуют сообща, благодаря неписаному правилу, что все пять персонажей должны появляться в каждом эпизоде.
Манки Панч считал, что Люпен и Фудзико похожи на Д’Артаньяна и Миледи Винтер, и описал их как «не обязательно любовники или муж с женой, а скорее просто веселящиеся друг с другом мужчина и женщина». Отношения с Инспектором Дзэнигатой, главным соперником Люпена, описал как «„Том и Джерри“ в виде людей».
Автор описывал удовольствие от рисования Люпена, который может проникнуть куда угодно без препятствий, может делать всё, что хочет, и когда хочет. Однако Люпену противопоставляется строгая личность Дзэнигаты. Манки Панч заявил, что, по его мнению, история Люпена III не закончится никогда, но если бы пришлось, либо Дзэнигата с Люпеном оба потерпят неудачу, либо оба выиграют, либо спокойно состарятся и умрут.